# Prodotti agroalimentari tradizionali campani
I Prodotti Agroalimentari Tradizionali campani (PAT) riconosciuti dal Ministero delle politiche agricole alimentari e forestali, su proposta della Regione Campania sono i seguenti, aggiornati al 17 giugno 2015, data dell'ultima revisione dei P.A.T.:
| N.  | Immagine | Definizione (dati ufficiali del Ministero delle politiche agricole alimentari e forestali) | Settore                                                                                             | Regione                              |
| --- | -------- | ------------------------------------------------------------------------------------------ | --------------------------------------------------------------------------------------------------- | ------------------------------------ |
| 1   |          | Cioccolato al limoncello                                                                   | Bevande analcoliche, distillati e liquori                                                           | Campania                             |
| 2   |          | Fragolino                                                                                  | Bevande analcoliche, distillati e liquori                                                           | Campania                             |
| 3   |          | Liquore al tartufo nero                                                                    | Bevande analcoliche, distillati e liquori                                                           | Campania                             |
| 4   |          | Liquore concerto                                                                           | Bevande analcoliche, distillati e liquori                                                           | Campania                             |
| 5   |          | Liquore crema di limone                                                                    | Bevande analcoliche, distillati e liquori                                                           | Campania                             |
| 6   |          | Liquore di amarene                                                                         | Bevande analcoliche, distillati e liquori                                                           | Campania                             |
| 7   |          | Liquore di gelse rosse                                                                     | Bevande analcoliche, distillati e liquori                                                           | Campania                             |
| 8   |          | Liquore di mandarino dei Campi Flegrei                                                     | Bevande analcoliche, distillati e liquori                                                           | Campania                             |
| 9   |          | Liquore di mirtillo                                                                        | Bevande analcoliche, distillati e liquori                                                           | Campania                             |
| 10  |          | Liquore finocchietto                                                                       | Bevande analcoliche, distillati e liquori                                                           | Campania                             |
| 11  |          | Liquore nanassino                                                                          | Bevande analcoliche, distillati e liquori                                                           | Campania                             |
| 12  |          | Nespolino                                                                                  | Bevande analcoliche, distillati e liquori                                                           | Campania                             |
| 13  |          | Nocillo                                                                                    | Bevande analcoliche, distillati e liquori                                                           | Campania                             |
| 14  |          | Sciroppo di arancia bionda                                                                 | Bevande analcoliche, distillati e liquori                                                           | Campania                             |
| 15  |          | Sidro di mela limoncella                                                                   | Bevande analcoliche, distillati e liquori                                                           | Campania                             |
| 16  |          | Vino cotto                                                                                 | Bevande analcoliche, distillati e liquori                                                           | Campania                             |
| 17  |          | Ammugliatielli                                                                             | Carni (e frattaglie) fresche e loro preparazione                                                    | Campania                             |
| 18  |          | Braciola di capra di Siano                                                                 | Carni (e frattaglie) fresche e loro preparazione                                                    | Campania                             |
| 19  |          | Busecchia-mammella di vacca, busecchia                                                     | Carni (e frattaglie) fresche e loro preparazione                                                    | Campania                             |
| 20  |          | Capicollo                                                                                  | Carni (e frattaglie) fresche e loro preparazione                                                    | Campania                             |
| 21  |          | Capicollo di Ricigliano                                                                    | Carni (e frattaglie) fresche e loro preparazione                                                    | Campania                             |
| 22  |          | Carne bufalina                                                                             | Carni (e frattaglie) fresche e loro preparazione                                                    | Campania                             |
| 23  |          | Carne di bovino podolico                                                                   | Carni (e frattaglie) fresche e loro preparazione                                                    | Campania                             |
| 24  |          | Carne di suino di razza casertana                                                          | Carni (e frattaglie) fresche e loro preparazione                                                    | Campania                             |
| 25  |          | Carne ovina di Laticauda                                                                   | Carni (e frattaglie) fresche e loro preparazione                                                    | Campania                             |
| 26  |          | Cervellatine                                                                               | Carni (e frattaglie) fresche e loro preparazione                                                    | Campania                             |
| 27  |          | Cicoli                                                                                     | Carni (e frattaglie) fresche e loro preparazione                                                    | Campania                             |
| 28  |          | Coniglio di fosso dell'Isola d'Ischia                                                      | Carni (e frattaglie) fresche e loro preparazione                                                    | Campania                             |
| 29  |          | Fegato con la zeppa                                                                        | Carni (e frattaglie) fresche e loro preparazione                                                    | Campania                             |
| 30  |          | Filetto di Vairano Patenora                                                                | Carni (e frattaglie) fresche e loro preparazione                                                    | Campania                             |
| 31  |          | Filettone di Vairano Patenora                                                              | Carni (e frattaglie) fresche e loro preparazione                                                    | Campania                             |
| 32  |          | Fiocco di prosciutto                                                                       | Carni (e frattaglie) fresche e loro preparazione                                                    | Campania                             |
| 33  |          | Fleppa                                                                                     | Carni (e frattaglie) fresche e loro preparazione                                                    | Campania                             |
| 34  |          | Gelatina di maiale                                                                         | Carni (e frattaglie) fresche e loro preparazione                                                    | Campania                             |
| 35  |          | Mozzariello                                                                                | Carni (e frattaglie) fresche e loro preparazione                                                    | Campania                             |
| 36  |          | Nnoglia di maiale                                                                          | Carni (e frattaglie) fresche e loro preparazione                                                    | Campania                             |
| 37  |          | Nzogna - strutto nella vescica, nzogna nella vescica                                       | Carni (e frattaglie) fresche e loro preparazione                                                    | Campania                             |
| 38  |          | Orvula                                                                                     | Carni (e frattaglie) fresche e loro preparazione                                                    | Campania                             |
| 39  |          | Pancetta arrotolata                                                                        | Carni (e frattaglie) fresche e loro preparazione                                                    | Campania                             |
| 40  |          | Pancetta tesa                                                                              | Carni (e frattaglie) fresche e loro preparazione                                                    | Campania                             |
| 41  |          | Prosciutto di Casaletto                                                                    | Carni (e frattaglie) fresche e loro preparazione                                                    | Campania                             |
| 42  |          | Prosciutto di monte                                                                        | Carni (e frattaglie) fresche e loro preparazione                                                    | Campania                             |
| 43  |          | Prosciutto di Pietraroja                                                                   | Carni (e frattaglie) fresche e loro preparazione                                                    | Campania                             |
| 44  |          | Prosciutto di Rocchetta                                                                    | Carni (e frattaglie) fresche e loro preparazione                                                    | Campania                             |
| 45  |          | Prosciutto di Trevico                                                                      | Carni (e frattaglie) fresche e loro preparazione                                                    | Campania                             |
| 46  |          | Prosciutto di Venticano                                                                    | Carni (e frattaglie) fresche e loro preparazione                                                    | Campania                             |
| 47  |          | Salame Napoli                                                                              | Carni (e frattaglie) fresche e loro preparazione                                                    | Campania                             |
| 48  |          | Salame di Mugnano                                                                          | Carni (e frattaglie) fresche e loro preparazione                                                    | Campania                             |
| 49  |          | Salsiccia                                                                                  | Carni (e frattaglie) fresche e loro preparazione                                                    | Campania                             |
| 50  |          | Salsiccia affumicata                                                                       | Carni (e frattaglie) fresche e loro preparazione                                                    | Campania                             |
| 51  |          | Salsiccia del Cilento                                                                      | Carni (e frattaglie) fresche e loro preparazione                                                    | Campania                             |
| 52  |          | Salsiccia del Vallo di Diano                                                               | Carni (e frattaglie) fresche e loro preparazione                                                    | Campania                             |
| 53  |          | Salsiccia di polmone                                                                       | Carni (e frattaglie) fresche e loro preparazione                                                    | Campania                             |
| 54  |          | Salsiccia fresca a punta di coltello                                                       | Carni (e frattaglie) fresche e loro preparazione                                                    | Campania                             |
| 55  |          | Salsiccia r' 'poc                                                                          | Carni (e frattaglie) fresche e loro preparazione                                                    | Campania                             |
| 56  |          | Salsiccia rossa di Castelpoto                                                              | Carni (e frattaglie) fresche e loro preparazione                                                    | Campania                             |
| 57  |          | Salsiccia sotto strutto                                                                    | Carni (e frattaglie) fresche e loro preparazione                                                    | Campania                             |
| 58  |          | Salsiccia sotto strutto di Vairano Patenora                                                | Carni (e frattaglie) fresche e loro preparazione                                                    | Campania                             |
| 59  |          | Samurchio                                                                                  | Carni (e frattaglie) fresche e loro preparazione                                                    | Campania                             |
| 60  |          | Soppressata del Cilento                                                                    | Carni (e frattaglie) fresche e loro preparazione                                                    | Campania                             |
| 61  |          | Soppressata del Sannio                                                                     | Carni (e frattaglie) fresche e loro preparazione                                                    | Campania                             |
| 62  |          | Soppressata del Vallo di Diano                                                             | Carni (e frattaglie) fresche e loro preparazione                                                    | Campania                             |
| 63  |          | Soppressata di Gioi Cilento                                                                | Carni (e frattaglie) fresche e loro preparazione                                                    | Campania                             |
| 64  |          | Soppressata di Ricigliano                                                                  | Carni (e frattaglie) fresche e loro preparazione                                                    | Campania                             |
| 65  |          | Soppressata irpina                                                                         | Carni (e frattaglie) fresche e loro preparazione                                                    | Campania                             |
| 66  |          | Bebè di Sorrento                                                                           | Formaggi                                                                                            | Campania                             |
| 67  |          | Bocconcini alla panna di bufala                                                            | Formaggi                                                                                            | Campania                             |
| 68  |          | Burrini e burrata di bufala                                                                | Formaggi                                                                                            | Campania                             |
| 69  |          | Caciocavallo affumicato                                                                    | Formaggi                                                                                            | Campania                             |
| 70  |          | Caciocavallo del Matese                                                                    | Formaggi                                                                                            | Campania                             |
| 71  |          | Caciocavallo di bufala                                                                     | Formaggi                                                                                            | Campania                             |
| 72  |          | Caciocavallo di Castelfranco                                                               | Formaggi                                                                                            | Campania                             |
| 73  |          | Caciocavallo irpino di grotta                                                              | Formaggi                                                                                            | Campania                             |
| 74  |          | Caciocavallo podolico                                                                      | Formaggi                                                                                            | Campania                             |
| 75  |          | Cacioricotta caprino del Cilento                                                           | Formaggi                                                                                            | Campania                             |
| 76  |          | Caciotta di capra dei Monti Lattari                                                        | Formaggi                                                                                            | Campania                             |
| 77  |          | Caciottina canestrata di Sorrento                                                          | Formaggi                                                                                            | Campania                             |
| 78  |          | Caprino conciato del Montemaggiore                                                         | Formaggi                                                                                            | Campania                             |
| 79  |          | Caso conzato                                                                               | Formaggi                                                                                            | Campania                             |
| 80  |          | Casomaturo del Matese                                                                      | Formaggi                                                                                            | Campania                             |
| 81  |          | Casoperuto e marzolino                                                                     | Formaggi                                                                                            | Campania                             |
| 82  |          | Casuforte di Statigliano, cacioforte, casoforte                                            | Formaggi                                                                                            | Campania                             |
| 83  |          | Casu re pecora del Matese                                                                  | Formaggi                                                                                            | Campania                             |
| 84  |          | Fiordilatte                                                                                | Formaggi                                                                                            | Campania                             |
| 85  |          | Formaggio caprino del Cilento                                                              | Formaggi                                                                                            | Campania                             |
| 86  |          | Formaggio duro di latte di pecora, capra e vacca                                           | Formaggi                                                                                            | Campania                             |
| 87  |          | Formaggio morbido del Matese                                                               | Formaggi                                                                                            | Campania                             |
| 88  |          | Juncata                                                                                    | Formaggi                                                                                            | Campania                             |
| 89  |          | Manteca                                                                                    | Formaggi                                                                                            | Campania                             |
| 90  |          | Manteca del Cilento                                                                        | Formaggi                                                                                            | Campania                             |
| 91  |          | Mozzarella nella mortella                                                                  | Formaggi                                                                                            | Campania                             |
| 92  |          | Pecorino del Monte Marzano                                                                 | Formaggi                                                                                            | Campania                             |
| 93  |          | Pecorino bagnolese                                                                         | Formaggi                                                                                            | Campania                             |
| 94  |          | Pecorino di Carmasciano                                                                    | Formaggi                                                                                            | Campania                             |
| 05  |          | Pecorino di Laticauda                                                                      | Formaggi                                                                                            | Campania                             |
| 96  |          | Pecorino fresco e stagionato                                                               | Formaggi                                                                                            | Campania                             |
| 97  |          | Pecorino di Pietraroja                                                                     | Formaggi                                                                                            | Campania                             |
| 98  |          | Pecorino salaprese                                                                         | Formaggi                                                                                            | Campania                             |
| 99  |          | Provola affumicata                                                                         | Formaggi                                                                                            | Campania                             |
| 100 |          | Provola affumicata di bufala                                                               | Formaggi                                                                                            | Campania                             |
| 101 |          | Provolone                                                                                  | Formaggi                                                                                            | Campania                             |
| 102 |          | Riavulillo                                                                                 | Formaggi                                                                                            | Campania                             |
| 104 |          | Ricotta di fuscella di S. Anastasia                                                        | Formaggi                                                                                            | Campania                             |
| 104 |          | Scamorza                                                                                   | Formaggi                                                                                            | Campania                             |
| 105 |          | Scamorza di bufala                                                                         | Formaggi                                                                                            | Campania                             |
| 106 |          | Scamorzini del Matese                                                                      | Formaggi                                                                                            | Campania                             |
| 107 |          | Scamosciata                                                                                | Formaggi                                                                                            | Campania                             |
| 108 |          | Stracciata                                                                                 | Formaggi                                                                                            | Campania                             |
| 109 |          | Stracciata del Matese                                                                      | Formaggi                                                                                            | Campania                             |
| 110 |          | Treccia                                                                                    | Formaggi                                                                                            | Campania                             |
| 111 |          | Burro di bufala                                                                            | Grassi (burro, margarina, oli)                                                                      | Campania                             |
| 112 |          | Olio extravergine di oliva Sannio caudino telesino                                         | Grassi (burro, margarina, oli)                                                                      | Campania                             |
| 113 |          | Olio extravergine di oliva Sannio colline beneventane                                      | Grassi (burro, margarina, oli)                                                                      | Campania                             |
| 114 |          | Aglio dell'Ufita                                                                           | Prodotti vegetali allo stato naturale o trasformati                                                 | Campania                             |
| 115 |          | Albicocca vesuviana                                                                        | Prodotti vegetali allo stato naturale o trasformati                                                 | Campania                             |
| 116 |          | Amarene appassite dei Colli di S. Pietro                                                   | Prodotti vegetali allo stato naturale o trasformati                                                 | Campania                             |
| 117 |          | Arancia di Pagani                                                                          | Prodotti vegetali allo stato naturale o trasformati                                                 | Campania                             |
| 118 |          | Arancia di Sorrento                                                                        | Prodotti vegetali allo stato naturale o trasformati                                                 | Campania                             |
| 119 |          | Broccolo del Vallo di Diano                                                                | Prodotti vegetali allo stato naturale o trasformati                                                 | Campania                             |
| 120 |          | Broccolo di Paternopoli                                                                    | Prodotti vegetali allo stato naturale o trasformati                                                 | Campania                             |
| 121 |          | Broccolo friariello di Napoli, friarielli                                                  | Prodotti vegetali allo stato naturale o trasformati                                                 | Campania                             |
| 121 |          | Broccolo San Pasquale                                                                      | Prodotti vegetali allo stato naturale o trasformati                                                 | Campania                             |
| 123 |          | Caldarroste in sciroppo e rum                                                              | Prodotti vegetali allo stato naturale o trasformati                                                 | Campania                             |
| 124 |          | Cappella                                                                                   | Prodotti vegetali allo stato naturale o trasformati                                                 | Campania                             |
| 125 |          | Carciofo bianco                                                                            | Prodotti vegetali allo stato naturale o trasformati                                                 | Campania                             |
| 126 |          | Carciofo capuanella                                                                        | Prodotti vegetali allo stato naturale o trasformati                                                 | Campania                             |
| 127 |          | Carciofo di Castellammare                                                                  | Prodotti vegetali allo stato naturale o trasformati                                                 | Campania                             |
| 128 |          | Carciofo di Montoro                                                                        | Prodotti vegetali allo stato naturale o trasformati                                                 | Campania                             |
| 129 |          | Carciofo di Pietrelcina                                                                    | Prodotti vegetali allo stato naturale o trasformati                                                 | Campania                             |
| 130 |          | Carciofo di Procida                                                                        | Prodotti vegetali allo stato naturale o trasformati                                                 | Campania                             |
| 131 |          | Carciofo pignatella, carciofo rosso, carciofolla pascaiola                                 | Prodotti vegetali allo stato naturale o trasformati                                                 | Campania                             |
| 132 |          | Cardillo                                                                                   | Prodotti vegetali allo stato naturale o trasformati                                                 | Campania                             |
| 133 |          | Cardone                                                                                    | Prodotti vegetali allo stato naturale o trasformati                                                 | Campania                             |
| 134 |          | Carlentina                                                                                 | Prodotti vegetali allo stato naturale o trasformati                                                 | Campania                             |
| 135 |          | Carosella                                                                                  | Prodotti vegetali allo stato naturale o trasformati                                                 | Campania                             |
| 136 |          | Castagna del Monte Faito                                                                   | Prodotti vegetali allo stato naturale o trasformati                                                 | Campania                             |
| 137 |          | Castagne del prete                                                                         | Prodotti vegetali allo stato naturale o trasformati                                                 | Campania                             |
| 138 |          | Castagna di Acerno                                                                         | Prodotti vegetali allo stato naturale o trasformati                                                 | Campania                             |
| 139 |          | Castagna di Serino                                                                         | Prodotti vegetali allo stato naturale o trasformati                                                 | Campania                             |
| 140 |          | Castagna di Trevico                                                                        | Prodotti vegetali allo stato naturale o trasformati                                                 | Campania                             |
| 141 |          | Castagna jonna di Civitella Licinio                                                        | Prodotti vegetali allo stato naturale o trasformati                                                 | Campania                             |
| 142 |          | Castagna paccuta                                                                           | Prodotti vegetali allo stato naturale o trasformati                                                 | Campania                             |
| 143 |          | Castagna tempestiva del Vulcano di Roccamonfina                                            | Prodotti vegetali allo stato naturale o trasformati                                                 | Campania                             |
| 144 |          | Castagna vofarella                                                                         | Prodotti vegetali allo stato naturale o trasformati                                                 | Campania                             |
| 145 |          | Castagne infornate, castagne 'nfornate                                                     | Prodotti vegetali allo stato naturale o trasformati                                                 | Campania                             |
| 146 |          | Castagne moscie, fico                                                                      | Prodotti vegetali allo stato naturale o trasformati                                                 | Campania                             |
| 147 |          | Cavolfiore gigante di Napoli                                                               | Prodotti vegetali allo stato naturale o trasformati                                                 | Campania                             |
| 148 |          | Cavolo da minestra                                                                         | Prodotti vegetali allo stato naturale o trasformati                                                 | Campania                             |
| 149 |          | Cece di Cicerale                                                                           | Prodotti vegetali allo stato naturale o trasformati                                                 | Campania                             |
| 150 |          | Cece di Valle Agricola                                                                     | Prodotti vegetali allo stato naturale o trasformati                                                 | Campania                             |
| 151 |          | Cece nero del Fortore                                                                      | Prodotti vegetali allo stato naturale o trasformati                                                 | Campania                             |
| 152 |          | Cicoria selvatica                                                                          | Prodotti vegetali allo stato naturale o trasformati                                                 | Campania                             |
| 153 |          | Cicoria verde di Napoli                                                                    | Prodotti vegetali allo stato naturale o trasformati                                                 | Campania                             |
| 154 |          | Ciliegia del monte                                                                         | Prodotti vegetali allo stato naturale o trasformati                                                 | Campania                             |
| 155 |          | Ciliegia della Recca                                                                       | Prodotti vegetali allo stato naturale o trasformati                                                 | Campania                             |
| 156 |          | Ciliegia di Bracigliano                                                                    | Prodotti vegetali allo stato naturale o trasformati                                                 | Campania                             |
| 157 |          | Ciliegia di Pimonte                                                                        | Prodotti vegetali allo stato naturale o trasformati                                                 | Campania                             |
| 158 |          | Ciliegia di Siano                                                                          | Prodotti vegetali allo stato naturale o trasformati                                                 | Campania                             |
| 159 |          | Ciliegia maiatica                                                                          | Prodotti vegetali allo stato naturale o trasformati                                                 | Campania                             |
| 160 |          | Ciliegia melella                                                                           | Prodotti vegetali allo stato naturale o trasformati                                                 | Campania                             |
| 161 |          | Ciliegia S. Pasquale                                                                       | Prodotti vegetali allo stato naturale o trasformati                                                 | Campania                             |
| 162 |          | Cipolla alifana                                                                            | Prodotti vegetali allo stato naturale o trasformati                                                 | Campania                             |
| 163 |          | Cipolla bianca di Pompei                                                                   | Prodotti vegetali allo stato naturale o trasformati                                                 | Campania                             |
| 164 |          | Cipolla di eremiti                                                                         | Prodotti vegetali allo stato naturale o trasformati                                                 | Campania                             |
| 165 |          | Cipolla di Vatolla                                                                         | Prodotti vegetali allo stato naturale o trasformati                                                 | Campania                             |
| 166 |          | Cipolla ramata di Montoro                                                                  | Prodotti vegetali allo stato naturale o trasformati                                                 | Campania                             |
| 167 |          | Cuccija                                                                                    | Prodotti vegetali allo stato naturale o trasformati                                                 | Campania                             |
| 168 |          | Fagioli di Volturara Irpina                                                                | Prodotti vegetali allo stato naturale o trasformati                                                 | Campania                             |
| 169 |          | Fagioli lardari                                                                            | Prodotti vegetali allo stato naturale o trasformati                                                 | Campania                             |
| 170 |          | Fagioli quarantini                                                                         | Prodotti vegetali allo stato naturale o trasformati                                                 | Campania                             |
| 171 |          | Fagioli tabacchini                                                                         | Prodotti vegetali allo stato naturale o trasformati                                                 | Campania                             |
| 172 |          | Fagiolo a formella                                                                         | Prodotti vegetali allo stato naturale o trasformati                                                 | Campania                             |
| 173 |          | Fagiolo a pisello                                                                          | Prodotti vegetali allo stato naturale o trasformati                                                 | Campania                             |
| 174 |          | Fagiolo della Regina di San Lupo                                                           | Prodotti vegetali allo stato naturale o trasformati                                                 | Campania                             |
| 175 |          | Fagiolo dell'occhio                                                                        | Prodotti vegetali allo stato naturale o trasformati                                                 | Campania                             |
| 176 |          | Fagiolo dente di morto                                                                     | Prodotti vegetali allo stato naturale o trasformati                                                 | Campania                             |
| 177 |          | Fagiolo di cera                                                                            | Prodotti vegetali allo stato naturale o trasformati                                                 | Campania                             |
| 178 |          | Fagiolo di Controne                                                                        | Prodotti vegetali allo stato naturale o trasformati                                                 | Campania                             |
| 179 |          | Fagiolo di Gallo Matese                                                                    | Prodotti vegetali allo stato naturale o trasformati                                                 | Campania                             |
| 180 |          | Fagiolo della Regina di Gorga                                                              | Prodotti vegetali allo stato naturale o trasformati                                                 | Campania                             |
| 181 |          | Fagiolo di Mandia                                                                          | Prodotti vegetali allo stato naturale o trasformati                                                 | Campania                             |
| 182 |          | Fagiolo di Villaricca                                                                      | Prodotti vegetali allo stato naturale o trasformati                                                 | Campania                             |
| 183 |          | Fagiolo mustacciello                                                                       | Prodotti vegetali allo stato naturale o trasformati                                                 | Campania                             |
| 184 |          | Fagiolo San Pasquale di Casalbuono                                                         | Prodotti vegetali allo stato naturale o trasformati                                                 | Campania                             |
| 185 |          | Fagiolo Sant'Anter di Casalbuono                                                           | Prodotti vegetali allo stato naturale o trasformati                                                 | Campania                             |
| 186 |          | Fagiolo striato del Vallo di Diano                                                         | Prodotti vegetali allo stato naturale o trasformati                                                 | Campania                             |
| 187 |          | Fagiolo tondino bianco del Vallo di Diano                                                  | Prodotti vegetali allo stato naturale o trasformati                                                 | Campania                             |
| 188 |          | Fagiolo zolfariello                                                                        | Prodotti vegetali allo stato naturale o trasformati                                                 | Campania                             |
| 189 |          | Fava di Miliscola                                                                          | Prodotti vegetali allo stato naturale o trasformati                                                 | Campania                             |
| 190 |          | Fichi secchi con miele                                                                     | Prodotti vegetali allo stato naturale o trasformati                                                 | Campania                             |
| 191 |          | Fico di S. Mango                                                                           | Prodotti vegetali allo stato naturale o trasformati                                                 | Campania                             |
| 192 |          | Fico vendemmia, natalese                                                                   | Prodotti vegetali allo stato naturale o trasformati                                                 | Campania                             |
| 193 |          | Finocchio bianco palettone                                                                 | Prodotti vegetali allo stato naturale o trasformati                                                 | Campania                             |
| 194 |          | Finocchio di Sarno                                                                         | Prodotti vegetali allo stato naturale o trasformati                                                 | Campania                             |
| 195 |          | Fragolata di Acerno                                                                        | Prodotti vegetali allo stato naturale o trasformati                                                 | Campania                             |
| 196 |          | Fragolina degli Alburni e dell'alto Sele, fraulella                                        | Prodotti vegetali allo stato naturale o trasformati                                                 | Campania                             |
| 197 |          | Fungo porcino del Vulcano di Roccamonfina                                                  | Prodotti vegetali allo stato naturale o trasformati                                                 | Campania                             |
| 198 |          | Giallona di Siano                                                                          | Prodotti vegetali allo stato naturale o trasformati                                                 | Campania                             |
| 199 |          | Granturco della quarantina                                                                 | Prodotti vegetali allo stato naturale o trasformati                                                 | Campania                             |
| 200 |          | Granturco di Gallo Matese                                                                  | Prodotti vegetali allo stato naturale o trasformati                                                 | Campania                             |
| 201 |          | Kaki vaniglia napoletano                                                                   | Prodotti vegetali allo stato naturale o trasformati                                                 | Campania                             |
| 202 |          | Lenticchia di Valle Agricola                                                               | Prodotti vegetali allo stato naturale o trasformati                                                 | Campania                             |
| 203 |          | Limone di Procida                                                                          | Prodotti vegetali allo stato naturale o trasformati                                                 | Campania                             |
| 204 |          | Lupino gigante di Vairano                                                                  | Prodotti vegetali allo stato naturale o trasformati                                                 | Campania                             |
| 205 |          | Mais spiga bianca, spogna bianca                                                           | Prodotti vegetali allo stato naturale o trasformati                                                 | Campania                             |
| 206 |          | Mandarino dei Campi Flegrei                                                                | Prodotti vegetali allo stato naturale o trasformati                                                 | Campania                             |
| 207 |          | Marrone di S. Cristina                                                                     | Prodotti vegetali allo stato naturale o trasformati                                                 | Campania                             |
| 208 |          | Marrone di Scala                                                                           | Prodotti vegetali allo stato naturale o trasformati                                                 | Campania                             |
| 209 |          | Marzellina                                                                                 | Prodotti vegetali allo stato naturale o trasformati                                                 | Campania                             |
| 210 |          | Marzocca                                                                                   | Prodotti vegetali allo stato naturale o trasformati                                                 | Campania                             |
| 211 |          | Mela bianca di Grottolella, mela renetta champagne                                         | Prodotti vegetali allo stato naturale o trasformati                                                 | Campania                             |
| 212 |          | Mela capodiciuccio                                                                         | Prodotti vegetali allo stato naturale o trasformati                                                 | Campania                             |
| 213 |          | Mela chianella                                                                             | Prodotti vegetali allo stato naturale o trasformati                                                 | Campania                             |
| 214 |          | Mela chichedda                                                                             | Prodotti vegetali allo stato naturale o trasformati                                                 | Campania                             |
| 215 |          | Mela limoncella                                                                            | Prodotti vegetali allo stato naturale o trasformati                                                 | Campania                             |
| 216 |          | Mela limoncellona                                                                          | Prodotti vegetali allo stato naturale o trasformati                                                 | Campania                             |
| 217 |          | Mela San Giovanni                                                                          | Prodotti vegetali allo stato naturale o trasformati                                                 | Campania                             |
| 218 |          | Mela sergente                                                                              | Prodotti vegetali allo stato naturale o trasformati                                                 | Campania                             |
| 219 |          | Mela tubbiona                                                                              | Prodotti vegetali allo stato naturale o trasformati                                                 | Campania                             |
| 220 |          | Mela zitella                                                                               | Prodotti vegetali allo stato naturale o trasformati                                                 | Campania                             |
| 221 |          | Melanzana cima di viola                                                                    | Prodotti vegetali allo stato naturale o trasformati                                                 | Campania                             |
| 222 |          | Melanzana lunga di Napoli                                                                  | Prodotti vegetali allo stato naturale o trasformati                                                 | Campania                             |
| 223 |          | Melanzana paccia                                                                           | Prodotti vegetali allo stato naturale o trasformati                                                 | Campania                             |
| 224 |          | Melone di Altavilla                                                                        | Prodotti vegetali allo stato naturale o trasformati                                                 | Campania                             |
| 225 |          | Melone napoletano                                                                          | Prodotti vegetali allo stato naturale o trasformati                                                 | Campania                             |
| 226 |          | Nocciola Camponica                                                                         | Prodotti vegetali allo stato naturale o trasformati                                                 | Campania                             |
| 227 |          | Nocciola di S. Giovanni                                                                    | Prodotti vegetali allo stato naturale o trasformati                                                 | Campania                             |
| 228 |          | Nocciola mortarella                                                                        | Prodotti vegetali allo stato naturale o trasformati                                                 | Campania                             |
| 229 |          | Nocciola riccia di Talanico                                                                | Prodotti vegetali allo stato naturale o trasformati                                                 | Campania                             |
| 230 |          | Noce di Sorrento                                                                           | Prodotti vegetali allo stato naturale o trasformati                                                 | Campania                             |
| 231 |          | Noce malizia                                                                               | Prodotti vegetali allo stato naturale o trasformati                                                 | Campania                             |
| 232 |          | Noce San Martino                                                                           | Prodotti vegetali allo stato naturale o trasformati                                                 | Campania                             |
| 233 |          | Oliva caiazzara                                                                            | Prodotti vegetali allo stato naturale o trasformati                                                 | Campania                             |
| 234 |          | Oliva vernacciola di Melizzano                                                             | Prodotti vegetali allo stato naturale o trasformati                                                 | Campania                             |
| 235 |          | Oliva masciatica                                                                           | Prodotti vegetali allo stato naturale o trasformati                                                 | Campania                             |
| 236 |          | Olive pisciottane schiacciate sott'olio                                                    | Prodotti vegetali allo stato naturale o trasformati                                                 | Campania                             |
| 236 |          | Panzarieddi di Casalbuono                                                                  | Prodotti vegetali allo stato naturale o trasformati                                                 | Campania                             |
| 237 |          | Papaccella                                                                                 | Prodotti vegetali allo stato naturale o trasformati                                                 | Campania                             |
| 239 |          | Pappola                                                                                    | Prodotti vegetali allo stato naturale o trasformati                                                 | Campania                             |
| 240 |          | Patata di Monte San Giacomo                                                                | Prodotti vegetali allo stato naturale o trasformati                                                 | Campania                             |
| 241 |          | Patata di Trevico                                                                          | Prodotti vegetali allo stato naturale o trasformati                                                 | Campania                             |
| 242 |          | Patata fresca campana                                                                      | Prodotti vegetali allo stato naturale o trasformati                                                 | Campania                             |
| 243 |          | Patata nera del Matese                                                                     | Prodotti vegetali allo stato naturale o trasformati                                                 | Campania                             |
| 244 |          | Patata novella                                                                             | Prodotti vegetali allo stato naturale o trasformati                                                 | Campania                             |
| 245 |          | Patata ricciona o riccia di Napoli                                                         | Prodotti vegetali allo stato naturale o trasformati                                                 | Campania                             |
| 246 |          | Patata rossa del Vallo di Diano                                                            | Prodotti vegetali allo stato naturale o trasformati                                                 | Campania                             |
| 247 |          | Patata sotterrata di Calvaruso                                                             | Prodotti vegetali allo stato naturale o trasformati                                                 | Campania                             |
| 248 |          | Peperoncini ripieni al tonno                                                               | Prodotti vegetali allo stato naturale o trasformati                                                 | Campania                             |
| 249 |          | Peperoncini verdi o di fiume                                                               | Prodotti vegetali allo stato naturale o trasformati                                                 | Campania                             |
| 250 |          | Peperoncino friariello napoletano                                                          | Prodotti vegetali allo stato naturale o trasformati                                                 | Campania                             |
| 251 |          | Peperoncino friariello nocerese                                                            | Prodotti vegetali allo stato naturale o trasformati                                                 | Campania                             |
| 252 |          | Peperone cazzone                                                                           | Prodotti vegetali allo stato naturale o trasformati                                                 | Campania                             |
| 253 |          | Peperone papaccella, papaccelle ricce                                                      | Prodotti vegetali allo stato naturale o trasformati                                                 | Campania                             |
| 254 |          | Peperone sassaniello                                                                       | Prodotti vegetali allo stato naturale o trasformati                                                 | Campania                             |
| 255 |          | Peperoni quagliettani                                                                      | Prodotti vegetali allo stato naturale o trasformati                                                 | Campania                             |
| 256 |          | Pera del rosario                                                                           | Prodotti vegetali allo stato naturale o trasformati                                                 | Campania                             |
| 257 |          | Pera lardara                                                                               | Prodotti vegetali allo stato naturale o trasformati                                                 | Campania                             |
| 258 |          | Pera mastantuono                                                                           | Prodotti vegetali allo stato naturale o trasformati                                                 | Campania                             |
| 259 |          | Pera pennata                                                                               | Prodotti vegetali allo stato naturale o trasformati                                                 | Campania                             |
| 260 |          | Pera Sant'Anna                                                                             | Prodotti vegetali allo stato naturale o trasformati                                                 | Campania                             |
| 261 |          | Pera sorba                                                                                 | Prodotti vegetali allo stato naturale o trasformati                                                 | Campania                             |
| 262 |          | Pera spadona di Salerno                                                                    | Prodotti vegetali allo stato naturale o trasformati                                                 | Campania                             |
| 263 |          | Pera spina                                                                                 | Prodotti vegetali allo stato naturale o trasformati                                                 | Campania                             |
| 264 |          | Percoca col pizzo                                                                          | Prodotti vegetali allo stato naturale o trasformati                                                 | Campania                             |
| 265 |          | Percoca puteolana                                                                          | Prodotti vegetali allo stato naturale o trasformati                                                 | Campania                             |
| 266 |          | Percoca terzarola                                                                          | Prodotti vegetali allo stato naturale o trasformati                                                 | Campania                             |
| 277 |          | Pesca bellella di Melito                                                                   | Prodotti vegetali allo stato naturale o trasformati                                                 | Campania                             |
| 268 |          | Pesca bianca napoletana                                                                    | Prodotti vegetali allo stato naturale o trasformati                                                 | Campania                             |
| 269 |          | Peschiole                                                                                  | Prodotti vegetali allo stato naturale o trasformati                                                 | Campania                             |
| 270 |          | Piselli cornetti                                                                           | Prodotti vegetali allo stato naturale o trasformati                                                 | Campania                             |
| 271 |          | Pisello centogiorni                                                                        | Prodotti vegetali allo stato naturale o trasformati                                                 | Campania                             |
| 272 |          | Pomodori secchi sott'olio                                                                  | Prodotti vegetali allo stato naturale o trasformati                                                 | Campania                             |
| 273 |          | Pomodoro fiaschello di Battipaglia                                                         | Prodotti vegetali allo stato naturale o trasformati                                                 | Campania                             |
| 274 |          | Pomodorino campano                                                                         | Prodotti vegetali allo stato naturale o trasformati                                                 | Campania                             |
| 275 |          | Pomodorino corbarino                                                                       | Prodotti vegetali allo stato naturale o trasformati                                                 | Campania                             |
| 276 |          | Pomodorino dell'Ufita                                                                      | Prodotti vegetali allo stato naturale o trasformati                                                 | Campania                             |
| 277 |          | Pomodorino di Rofrano                                                                      | Prodotti vegetali allo stato naturale o trasformati                                                 | Campania                             |
| 278 |          | Pomodorino giallo                                                                          | Prodotti vegetali allo stato naturale o trasformati                                                 | Campania                             |
| 279 |          | Pomodorino seccagno di Gesualdo                                                            | Prodotti vegetali allo stato naturale o trasformati                                                 | Campania                             |
| 280 |          | Pomodorino vesuviano                                                                       | Prodotti vegetali allo stato naturale o trasformati                                                 | Campania                             |
| 281 |          | Pomodoro cannellino flegreo                                                                | Prodotti vegetali allo stato naturale o trasformati                                                 | Campania                             |
| 282 |          | Pomodoro di Sorrento                                                                       | Prodotti vegetali allo stato naturale o trasformati                                                 | Campania                             |
| 283 |          | Pomodoro pelato di Napoli                                                                  | Prodotti vegetali allo stato naturale o trasformati                                                 | Campania                             |
| 284 |          | Pomodoro spuniello                                                                         | Prodotti vegetali allo stato naturale o trasformati                                                 | Campania                             |
| 285 |          | Prugna coglipiecuri                                                                        | Prodotti vegetali allo stato naturale o trasformati                                                 | Campania                             |
| 286 |          | Rapa catozza                                                                               | Prodotti vegetali allo stato naturale o trasformati                                                 | Campania                             |
| 287 |          | Risciola                                                                                   | Prodotti vegetali allo stato naturale o trasformati                                                 | Campania                             |
| 288 |          | Risi di Casualbono                                                                         | Prodotti vegetali allo stato naturale o trasformati                                                 | Campania                             |
| 289 |          | Saragolla                                                                                  | Prodotti vegetali allo stato naturale o trasformati                                                 | Campania                             |
| 290 |          | Scarola bianca riccia schiana                                                              | Prodotti vegetali allo stato naturale o trasformati                                                 | Campania                             |
| 291 |          | Sciuscillone                                                                               | Prodotti vegetali allo stato naturale o trasformati                                                 | Campania                             |
| 292 |          | Sécena                                                                                     | Prodotti vegetali allo stato naturale o trasformati                                                 | Campania                             |
| 293 |          | Speuta                                                                                     | Prodotti vegetali allo stato naturale o trasformati                                                 | Campania                             |
| 294 |          | Susina botta a muro                                                                        | Prodotti vegetali allo stato naturale o trasformati                                                 | Campania                             |
| 295 |          | Susina marmulegna                                                                          | Prodotti vegetali allo stato naturale o trasformati                                                 | Campania                             |
| 296 |          | Susina pappacona                                                                           | Prodotti vegetali allo stato naturale o trasformati                                                 | Campania                             |
| 297 |          | Susina pazza                                                                               | Prodotti vegetali allo stato naturale o trasformati                                                 | Campania                             |
| 298 |          | Susina scarrafona                                                                          | Prodotti vegetali allo stato naturale o trasformati                                                 | Campania                             |
| 299 |          | Susina turcona                                                                             | Prodotti vegetali allo stato naturale o trasformati                                                 | Campania                             |
| 300 |          | Tartufo di Colliano                                                                        | Prodotti vegetali allo stato naturale o trasformati                                                 | Campania                             |
| 301 |          | Tartufo nero di Bagnoli Irpino                                                             | Prodotti vegetali allo stato naturale o trasformati                                                 | Campania                             |
| 302 |          | Timo delle coste del Mutria                                                                | Prodotti vegetali allo stato naturale o trasformati                                                 | Campania                             |
| 303 |          | Torzella, cavolo greco, torza riccia                                                       | Prodotti vegetali allo stato naturale o trasformati                                                 | Campania                             |
| 304 |          | Uva armonera del Cilento                                                                   | Prodotti vegetali allo stato naturale o trasformati                                                 | Campania                             |
| 301 |          | Uva bianca a cuore del Cilento                                                             | Prodotti vegetali allo stato naturale o trasformati                                                 | Campania                             |
| 306 |          | Uva catalanesca                                                                            | Prodotti vegetali allo stato naturale o trasformati                                                 | Campania                             |
| 307 |          | Uva cornicella                                                                             | Prodotti vegetali allo stato naturale o trasformati                                                 | Campania                             |
| 308 |          | Fagioli tabaccanti di Casalbuono                                                           | Prodotti vegetali allo stato naturale o trasformati                                                 | Campania                             |
| 309 |          | Virni                                                                                      | Prodotti vegetali allo stato naturale o trasformati                                                 | Campania                             |
| 310 |          | Zucca lunga di Napoli, cocuzza zuccarina                                                   | Prodotti vegetali allo stato naturale o trasformati                                                 | Campania                             |
| 311 |          | Zucca napoletana tonda                                                                     | Prodotti vegetali allo stato naturale o trasformati                                                 | Campania                             |
| 312 |          | Zucchino San Pasquale                                                                      | Prodotti vegetali allo stato naturale o trasformati                                                 | Campania                             |
| 313 |          | Amaretto di Caposele                                                                       | Prodotti vegetali allo stato naturale o trasformati                                                 | Campania                             |
| 314 |          | Babà                                                                                       | Paste fresche e prodotti della panetteria, della biscotteria, della pasticceria e della confetteria | Campania                             |
| 315 |          | Biscotti al miele                                                                          | Paste fresche e prodotti della panetteria, della biscotteria, della pasticceria e della confetteria | Campania                             |
| 316 |          | Biscotti di Castellammare                                                                  | Paste fresche e prodotti della panetteria, della biscotteria, della pasticceria e della confetteria | Campania                             |
| 317 |          | Biscotto di grano integrale                                                                | Paste fresche e prodotti della panetteria, della biscotteria, della pasticceria e della confetteria | Campania                             |
| 318 |          | Biscotto di granone                                                                        | Paste fresche e prodotti della panetteria, della biscotteria, della pasticceria e della confetteria | Campania                             |
| 319 |          | Biscotto di granone                                                                        | Paste fresche e prodotti della panetteria, della biscotteria, della pasticceria e della confetteria | Campania                             |
| 320 |          | Biscotto di Sant'Angelo                                                                    | Paste fresche e prodotti della panetteria, della biscotteria, della pasticceria e della confetteria | Campania                             |
| 321 |          | Calzoncelli                                                                                | Paste fresche e prodotti della panetteria, della biscotteria, della pasticceria e della confetteria | Campania                             |
| 322 |          | Calzone                                                                                    | Paste fresche e prodotti della panetteria, della biscotteria, della pasticceria e della confetteria | Campania                             |
| 323 |          | Carrati                                                                                    | Paste fresche e prodotti della panetteria, della biscotteria, della pasticceria e della confetteria | Campania                             |
| 324 |          | Cartellate con mosto                                                                       | Paste fresche e prodotti della panetteria, della biscotteria, della pasticceria e della confetteria | Campania                             |
| 325 |          | Casatiello dolce                                                                           | Paste fresche e prodotti della panetteria, della biscotteria, della pasticceria e della confetteria | Campania                             |
| 326 |          | Casatiello sugna e pepe                                                                    | Paste fresche e prodotti della panetteria, della biscotteria, della pasticceria e della confetteria | Campania                             |
| 327 |          | Chiacchiere                                                                                | Paste fresche e prodotti della panetteria, della biscotteria, della pasticceria e della confetteria | Campania                             |
| 328 |          | Ciaolone                                                                                   | Paste fresche e prodotti della panetteria, della biscotteria, della pasticceria e della confetteria | Campania                             |
| 329 |          | Confettone, ô cunfetton                                                                    | Paste fresche e prodotti della panetteria, della biscotteria, della pasticceria e della confetteria | Campania                             |
| 330 |          | Copeta                                                                                     | Paste fresche e prodotti della panetteria, della biscotteria, della pasticceria e della confetteria | Campania                             |
| 331 |          | Delizie al limone                                                                          | Paste fresche e prodotti della panetteria, della biscotteria, della pasticceria e della confetteria | Campania                             |
| 332 |          | Divino amore                                                                               | Paste fresche e prodotti della panetteria, della biscotteria, della pasticceria e della confetteria | Campania                             |
| 333 |          | Follovielli                                                                                | Paste fresche e prodotti della panetteria, della biscotteria, della pasticceria e della confetteria | Campania                             |
| 334 |          | Fusillo di Felitto                                                                         | Paste fresche e prodotti della panetteria, della biscotteria, della pasticceria e della confetteria | Campania                             |
| 335 |          | Fusillo di Gioi                                                                            | Paste fresche e prodotti della panetteria, della biscotteria, della pasticceria e della confetteria | Campania                             |
| 336 |          | Fusillo furitano, ô fusillo furitano, ô riccio furitano                                    | Paste fresche e prodotti della panetteria, della biscotteria, della pasticceria e della confetteria | Campania                             |
| 337 |          | Guanto caleno                                                                              | Paste fresche e prodotti della panetteria, della biscotteria, della pasticceria e della confetteria | Campania                             |
| 338 |          | Matasse di Caposele                                                                        | Paste fresche e prodotti della panetteria, della biscotteria, della pasticceria e della confetteria | Campania                             |
| 339 |          | Migliaccio                                                                                 | Paste fresche e prodotti della panetteria, della biscotteria, della pasticceria e della confetteria | Campania                             |
| 340 |          | Monachina                                                                                  | Paste fresche e prodotti della panetteria, della biscotteria, della pasticceria e della confetteria | Campania                             |
| 341 |          | Muffletto di Caposele                                                                      | Paste fresche e prodotti della panetteria, della biscotteria, della pasticceria e della confetteria | Campania                             |
| 342 |          | Mustaccioli                                                                                | Paste fresche e prodotti della panetteria, della biscotteria, della pasticceria e della confetteria | Campania                             |
| 343 |          | Ndunderi                                                                                   | Paste fresche e prodotti della panetteria, della biscotteria, della pasticceria e della confetteria | Campania                             |
| 344 |          | Nfrennula                                                                                  | Paste fresche e prodotti della panetteria, della biscotteria, della pasticceria e della confetteria | Campania                             |
| 345 |          | Pagnotta di Santa Chiara                                                                   | Paste fresche e prodotti della panetteria, della biscotteria, della pasticceria e della confetteria | Campania                             |
| 346 |          | Palme di confetti                                                                          | Paste fresche e prodotti della panetteria, della biscotteria, della pasticceria e della confetteria | Campania                             |
| 347 |          | Pane dei Camaldoli                                                                         | Paste fresche e prodotti della panetteria, della biscotteria, della pasticceria e della confetteria | Campania                             |
| 348 |          | Pane di Baiano                                                                             | Paste fresche e prodotti della panetteria, della biscotteria, della pasticceria e della confetteria | Campania                             |
| 349 |          | Pane di Calitri                                                                            | Paste fresche e prodotti della panetteria, della biscotteria, della pasticceria e della confetteria | Campania                             |
| 350 |          | Pane di Iurmano                                                                            | Paste fresche e prodotti della panetteria, della biscotteria, della pasticceria e della confetteria | Campania                             |
| 351 |          | Pane di Montecalvo                                                                         | Paste fresche e prodotti della panetteria, della biscotteria, della pasticceria e della confetteria | Campania                             |
| 352 |          | Pane di Padula                                                                             | Paste fresche e prodotti della panetteria, della biscotteria, della pasticceria e della confetteria | Campania                             |
| 353 |          | Pane di patate                                                                             | Paste fresche e prodotti della panetteria, della biscotteria, della pasticceria e della confetteria | Campania                             |
| 354 |          | Pane di San Sebastiano                                                                     | Paste fresche e prodotti della panetteria, della biscotteria, della pasticceria e della confetteria | Campania                             |
| 355 |          | Pane di Saragolla                                                                          | Paste fresche e prodotti della panetteria, della biscotteria, della pasticceria e della confetteria | Campania                             |
| 356 |          | Pane di Villaricca                                                                         | Paste fresche e prodotti della panetteria, della biscotteria, della pasticceria e della confetteria | Campania                             |
| 357 |          | Panesillo di Ponte                                                                         | Paste fresche e prodotti della panetteria, della biscotteria, della pasticceria e della confetteria | Campania                             |
| 358 |          | Paniedd' r' Sirino                                                                         | Paste fresche e prodotti della panetteria, della biscotteria, della pasticceria e della confetteria | Campania                             |
| 359 |          | Pantorrone                                                                                 | Paste fresche e prodotti della panetteria, della biscotteria, della pasticceria e della confetteria | Campania                             |
| 360 |          | Panuozzo                                                                                   | Paste fresche e prodotti della panetteria, della biscotteria, della pasticceria e della confetteria | Campania                             |
| 361 |          | Panzarotti                                                                                 | Paste fresche e prodotti della panetteria, della biscotteria, della pasticceria e della confetteria | Campania                             |
| 362 |          | Parrozzo                                                                                   | Paste fresche e prodotti della panetteria, della biscotteria, della pasticceria e della confetteria | Campania                             |
| 363 |          | Pasta mischiata                                                                            | Paste fresche e prodotti della panetteria, della biscotteria, della pasticceria e della confetteria | Campania                             |
| 361 |          | Pasticella di Acerno                                                                       | Paste fresche e prodotti della panetteria, della biscotteria, della pasticceria e della confetteria | Campania                             |
| 365 |          | Pastiera                                                                                   | Paste fresche e prodotti della panetteria, della biscotteria, della pasticceria e della confetteria | Campania                             |
| 366 |          | Pigna                                                                                      | Paste fresche e prodotti della panetteria, della biscotteria, della pasticceria e della confetteria | Campania                             |
| 367 |          | Pizza chiena                                                                               | Paste fresche e prodotti della panetteria, della biscotteria, della pasticceria e della confetteria | Campania                             |
| 368 |          | Pizza con ricotta                                                                          | Paste fresche e prodotti della panetteria, della biscotteria, della pasticceria e della confetteria | Campania                             |
| 369 |          | Pizza di farinella bacolese, pizza gialla, 'a zellòse                                      | Paste fresche e prodotti della panetteria, della biscotteria, della pasticceria e della confetteria | Campania                             |
| 370 |          | Pizza di scarola                                                                           | Paste fresche e prodotti della panetteria, della biscotteria, della pasticceria e della confetteria | Campania                             |
| 371 |          | Pizza figliata, serpentone                                                                 | Paste fresche e prodotti della panetteria, della biscotteria, della pasticceria e della confetteria | Campania                             |
| 372 |          | Pizza migliazza cu li frittole                                                             | Paste fresche e prodotti della panetteria, della biscotteria, della pasticceria e della confetteria | Campania                             |
| 373 |          | Pizza napoletana verace artigianale                                                        | Paste fresche e prodotti della panetteria, della biscotteria, della pasticceria e della confetteria | Campania                             |
| 374 |          | Pizza sulla liscia                                                                         | Paste fresche e prodotti della panetteria, della biscotteria, della pasticceria e della confetteria | Campania                             |
| 375 |          | Puccellato dolce                                                                           | Paste fresche e prodotti della panetteria, della biscotteria, della pasticceria e della confetteria | Campania                             |
| 376 |          | Puccellato salato                                                                          | Paste fresche e prodotti della panetteria, della biscotteria, della pasticceria e della confetteria | Campania                             |
| 377 |          | Raffioli                                                                                   | Paste fresche e prodotti della panetteria, della biscotteria, della pasticceria e della confetteria | Campania                             |
| 378 |          | Raviolo di ricotta di pecora                                                               | Paste fresche e prodotti della panetteria, della biscotteria, della pasticceria e della confetteria | Campania                             |
| 379 |          | Ricci                                                                                      | Paste fresche e prodotti della panetteria, della biscotteria, della pasticceria e della confetteria | Campania                             |
| 380 |          | Roccocò                                                                                    | Paste fresche e prodotti della panetteria, della biscotteria, della pasticceria e della confetteria | Campania                             |
| 381 |          | Sanguinaccio                                                                               | Paste fresche e prodotti della panetteria, della biscotteria, della pasticceria e della confetteria | Campania                             |
| 382 |          | Scaldatelle                                                                                | Paste fresche e prodotti della panetteria, della biscotteria, della pasticceria e della confetteria | Campania                             |
| 383 |          | Scanata del Sannio                                                                         | Paste fresche e prodotti della panetteria, della biscotteria, della pasticceria e della confetteria | Campania                             |
| 384 |          | Scazzatiello o cavatieddu                                                                  | Paste fresche e prodotti della panetteria, della biscotteria, della pasticceria e della confetteria | Campania                             |
| 385 |          | Scialatiello                                                                               | Paste fresche e prodotti della panetteria, della biscotteria, della pasticceria e della confetteria | Campania                             |
| 386 |          | Sciusciello, ô sciuscello                                                                  | Paste fresche e prodotti della panetteria, della biscotteria, della pasticceria e della confetteria | Campania                             |
| 387 |          | Sfogliatella                                                                               | Paste fresche e prodotti della panetteria, della biscotteria, della pasticceria e della confetteria | Campania                             |
| 388 |          | Sfogliatella Santa Rosa                                                                    | Paste fresche e prodotti della panetteria, della biscotteria, della pasticceria e della confetteria | Campania                             |
| 389 |          | Sospiri al limone                                                                          | Paste fresche e prodotti della panetteria, della biscotteria, della pasticceria e della confetteria | Campania                             |
| 390 |          | Spantorrone di Grotta                                                                      | Paste fresche e prodotti della panetteria, della biscotteria, della pasticceria e della confetteria | Campania                             |
| 391 |          | Struffoli                                                                                  | Paste fresche e prodotti della panetteria, della biscotteria, della pasticceria e della confetteria | Campania                             |
| 392 |          | Struppolo                                                                                  | Paste fresche e prodotti della panetteria, della biscotteria, della pasticceria e della confetteria | Campania                             |
| 393 |          | Susamielli                                                                                 | Paste fresche e prodotti della panetteria, della biscotteria, della pasticceria e della confetteria | Campania                             |
| 394 |          | Taraddi con finocchio                                                                      | Paste fresche e prodotti della panetteria, della biscotteria, della pasticceria e della confetteria | Campania                             |
| 395 |          | Taralli intrecciati                                                                        | Paste fresche e prodotti della panetteria, della biscotteria, della pasticceria e della confetteria | Campania                             |
| 396 |          | Tarallini al vino                                                                          | Paste fresche e prodotti della panetteria, della biscotteria, della pasticceria e della confetteria | Campania                             |
| 397 |          | Tarallo all'uovo                                                                           | Paste fresche e prodotti della panetteria, della biscotteria, della pasticceria e della confetteria | Campania                             |
| 398 |          | Tarallo con le mandorle                                                                    | Paste fresche e prodotti della panetteria, della biscotteria, della pasticceria e della confetteria | Campania                             |
| 399 |          | Tarallo cull'ove                                                                           | Paste fresche e prodotti della panetteria, della biscotteria, della pasticceria e della confetteria | Campania                             |
| 400 |          | Tarallo di Agerola                                                                         | Paste fresche e prodotti della panetteria, della biscotteria, della pasticceria e della confetteria | Campania                             |
| 401 |          | Tarallo sugna e pepe                                                                       | Paste fresche e prodotti della panetteria, della biscotteria, della pasticceria e della confetteria | Campania                             |
| 402 |          | Tarallucci al naspro                                                                       | Paste fresche e prodotti della panetteria, della biscotteria, della pasticceria e della confetteria | Campania                             |
| 403 |          | Tasca                                                                                      | Paste fresche e prodotti della panetteria, della biscotteria, della pasticceria e della confetteria | Campania                             |
| 404 |          | Torroncino di Roccagloriosa                                                                | Paste fresche e prodotti della panetteria, della biscotteria, della pasticceria e della confetteria | Campania                             |
| 405 |          | Torrone croccantino di S. Marco dei Cavoti                                                 | Paste fresche e prodotti della panetteria, della biscotteria, della pasticceria e della confetteria | Campania                             |
| 406 |          | Torrone di Benevento                                                                       | Paste fresche e prodotti della panetteria, della biscotteria, della pasticceria e della confetteria | Campania                             |
| 407 |          | Torrone di castagna                                                                        | Paste fresche e prodotti della panetteria, della biscotteria, della pasticceria e della confetteria | Campania                             |
| 408 |          | Torrone di Ospedaletto d'Alpinolo                                                          | Paste fresche e prodotti della panetteria, della biscotteria, della pasticceria e della confetteria | Campania                             |
| 409 |          | Trililli                                                                                   | Paste fresche e prodotti della panetteria, della biscotteria, della pasticceria e della confetteria | Campania                             |
| 410 |          | Turcinegliu                                                                                | Paste fresche e prodotti della panetteria, della biscotteria, della pasticceria e della confetteria | Campania                             |
| 411 |          | Vanti                                                                                      | Paste fresche e prodotti della panetteria, della biscotteria, della pasticceria e della confetteria | Campania                             |
| 412 |          | Zandraglia                                                                                 | Paste fresche e prodotti della panetteria, della biscotteria, della pasticceria e della confetteria | Campania                             |
| 413 |          | Zeppola di S. Giuseppe                                                                     | Paste fresche e prodotti della panetteria, della biscotteria, della pasticceria e della confetteria | Campania                             |
| 414 |          | Zeppola fritta                                                                             | Paste fresche e prodotti della panetteria, della biscotteria, della pasticceria e della confetteria | Campania                             |
| 415 |          | Baccalà alla perticatora                                                                   | Prodotti della gastronomia                                                                          | Campania                             |
| 416 |          | Braciola                                                                                   | Prodotti della gastronomia                                                                          | Campania                             |
| 417 |          | Carne al latte                                                                             | Prodotti della gastronomia                                                                          | Campania                             |
| 418 |          | Ciambottella                                                                               | Prodotti della gastronomia                                                                          | Campania                             |
| 419 |          | Cicci di Santa Lucia                                                                       | Prodotti della gastronomia                                                                          | Campania                             |
| 420 |          | Crocchè                                                                                    | Prodotti della gastronomia                                                                          | Campania                             |
| 421 |          | Gattò di patate                                                                            | Prodotti della gastronomia                                                                          | Campania                             |
| 422 |          | Genovese                                                                                   | Prodotti della gastronomia                                                                          | Campania                             |
| 423 |          | Frittata di scammaro                                                                       | Prodotti della gastronomia                                                                          | Campania                             |
| 424 |          | Frittura napoletana                                                                        | Prodotti della gastronomia                                                                          | Campania                             |
| 425 |          | Melanzana a scarpone                                                                       | Prodotti della gastronomia                                                                          | Campania                             |
| 426 |          | Parmigiana di melanzane                                                                    | Prodotti della gastronomia                                                                          | Campania                             |
| 427 |          | Peperone imbottito                                                                         | Prodotti della gastronomia                                                                          | Campania                             |
| 428 |          | Pancotto dei foresi                                                                        | Prodotti della gastronomia                                                                          | Campania                             |
| 429 |          | Panzetta                                                                                   | Prodotti della gastronomia                                                                          | Campania                             |
| 430 |          | Patane e cicc'                                                                             | Prodotti della gastronomia                                                                          | Campania                             |
| 431 |          | Polenta stampata, alla cucchiaredda, frattaccio                                            | Prodotti della gastronomia                                                                          | Campania                             |
| 432 |          | Ragù napoletano                                                                            | Prodotti della gastronomia                                                                          | Campania                             |
| 433 |          | Sartù di riso                                                                              | Prodotti della gastronomia                                                                          | Campania                             |
| 434 |          | Sfrionzola                                                                                 | Prodotti della gastronomia                                                                          | Campania                             |
| 435 |          | Stufati di Teggiano                                                                        | Prodotti della gastronomia                                                                          | Campania                             |
| 436 |          | Zuppa di soffritto                                                                         | Prodotti della gastronomia                                                                          | Campania                             |
| 437 |          | Acciughe sotto sale                                                                        | preparazioni di pesci, molluscchi e crostacei e tecniche particolari di allevamento degli stessi    | Campania                             |
| 438 |          | Alicette piccanti                                                                          | preparazioni di pesci, molluschi e crostacei e tecniche particolari di allevamento degli stessi     | Campania                             |
| 439 |          | Alici di menaica                                                                           | preparazioni di pesci, molluschi e crostacei e tecniche particolari di allevamento degli stessi     | Campania                             |
| 440 |          | Alici marinate                                                                             | preparazioni di pesci, molluschi e crostacei e tecniche particolari di allevamento degli stessi     | Campania                             |
| 441 |          | Colatura di alici di Cetara                                                                | preparazioni di pesci, molluschi e crostacei e tecniche particolari di allevamento degli stessi     | Campania                             |
| 442 |          | Cozza del Golfo di Napoli e del litorale flegreo, cozzeca                                  | preparazioni di pesci, molluschi e crostacei e tecniche particolari di allevamento degli stessi     | Campania                             |
| 443 |          | Filetti di alici sott'olio                                                                 | preparazioni di pesci, molluscchi e crostacei e tecniche particolari di allevamento degli stessi    | Campania                             |
| 444 |          | Marzellina                                                                                 | Prodotti di origine animale (miele, prodotti lattiero caseari di vario tipo escluso il burro)       | Campania                             |
| 445 |          | Miele di acacia                                                                            | Prodotti di origine animale (miele, prodotti lattiero caseari di vario tipo escluso il burro)       | Campania                             |
| 446 |          | Miele di castagno                                                                          | Prodotti di origine animale (miele, prodotti lattiero caseari di vario tipo escluso il burro)       | Campania                             |
| 447 |          | Miele di girasole                                                                          | Prodotti di origine animale (miele, prodotti lattiero caseari di vario tipo escluso il burro)       | Campania                             |
| 448 |          | Miele di sulla                                                                             | Prodotti di origine animale (miele, prodotti lattiero caseari di vario tipo escluso il burro)       | Campania                             |
| 449 |          | Miele millefiori                                                                           | Prodotti di origine animale (miele, prodotti lattiero caseari di vario tipo escluso il burro)       | Campania                             |
| 450 |          | Ricotta di fuscella                                                                        | Prodotti di origine animale (miele, prodotti lattiero caseari di vario tipo escluso il burro)       | Campania                             |
| 451 |          | Ricotta di laticauda                                                                       | Prodotti di origine animale (miele, prodotti lattiero caseari di vario tipo escluso il burro)       | Campania                             |
| 452 |          | Ricotta essiccata di bufala                                                                | Prodotti di origine animale (miele, prodotti lattiero caseari di vario tipo escluso il burro)       | Campania                             |
| 453 |          | Ricotta essiccata ovicaprina                                                               | Prodotti di origine animale (miele, prodotti lattiero caseari di vario tipo escluso il burro)       | Campania                             |
| 454 |          | Ricotta fresca di bufala                                                                   | Prodotti di origine animale (miele, prodotti lattiero caseari di vario tipo escluso il burro)       | Campania                             |
| 455 |          | Ricotta fresca ed essiccata di capra                                                       | Prodotti di origine animale (miele, prodotti lattiero caseari di vario tipo escluso il burro)       | Campania                             |
| 456 |          | Ricotta fresca ed essiccata di pecora                                                      | Prodotti di origine animale (miele, prodotti lattiero caseari di vario tipo escluso il burro)       | Campania                             |
| 457 |          | Ricotta salaprese                                                                          | Prodotti di origine animale (miele, prodotti lattiero caseari di vario tipo escluso il burro)       | Prodotti Tradizionali della Campania |